# Gromnica

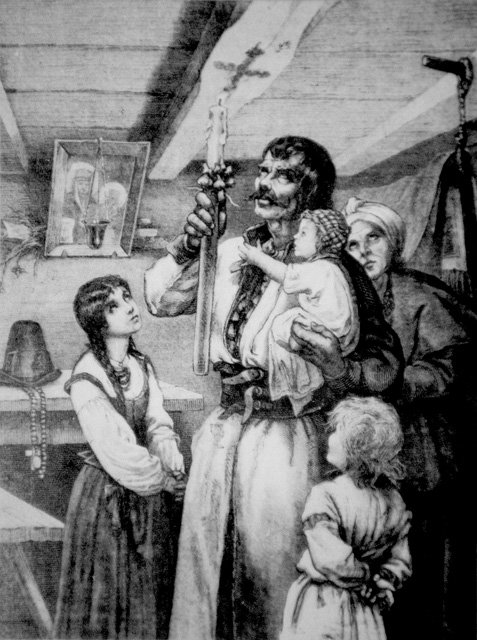
Matka Boska Gromniczna, rysunek Michała Andriollego przedstawiający wypalanie gromnicą znaku krzyża na tragarzu (belce stropowej) chaty w dzień Matki Boskiej Gromnicznej

Gromnica – duża woskowa świeca, używana w niektórych wyznaniach chrześcijańskich w trakcie najważniejszych wydarzeń  religijno-społecznych w życiu wiernego.
W Kościele katolickim święcona w kościele. Zwyczaj święcenia gromnic datuje się od IX wieku. Czyniono to 2 lutego, w Święto Ofiarowania Pańskiego, w Polsce zwane świętem Matki Boskiej Gromnicznej, Matko Bosko Niedźwiedzio; w Czechach – Hromnice; w Bułgarii – Вълча Богородица, Миши празник (Matko Bosko wilka, święto Niedźwiedzia); w Rosji – Сретенье (Spotkanie). Gromnicę wkładano w ręce umierającego, zapalano ją także w czasie 
chrztu i I komunii oraz podczas czuwania przy zmarłym.
Według wierzeń ludowych, gromnicę (nazwa pochodzi od słowa gromny (huczny, grzmiący) należało także zapalić i postawić w oknie w czasie burzy, gdyż, za wstawiennictwem Matki Bożej Gromnicznej, miało to zabezpieczyć dom i obejście przed uderzeniami piorunów.